# 3월 7일
3월 7일은 그레고리력으로 66번째(윤년일 경우 67번째) 날에 해당한다.

## 사건
- 1277년 - 파리 대주교 에티엔 텅피에가 219개 철학적 신학적 명제를 정죄함.
- 1793년 - 프랑스가 스페인에 선전포고.
- 1911년 - 일본 중의원이 한일합방 사후 승인
- 1919년 - 서울 동아연초공장 노동자 500여 명 파업
- 1926년 - 동아일보가 모스크바 국제농민조합이 보낸 3.1절 기념축전을 게재해 무기정간되다.
- 1936년 - 독일이 베르사유 조약과 로카르노 조약을 어기고 라인란트를 재점령하다.
- 1945년 - 제2차 세계 대전: 미국 9 기갑사단이 레마겐 철교를 점령하다. 미국군이 처음으로 라인강을 도하한다.
- 1951년 - 대한민국 국회가 6.3.3.4 학제를 골자로 한 교육법 개정안 가결.
- 1951년 - 알리 라즈마라 이란 총리 피살.
- 1965년 - 피의 일요일: 미국 앨라배마주 셀마에서 몽고메리까지 행진하던 인권 운동가를 경찰이 습격하다.
- 1972년 - 새마을운동중앙협의회 설치.
- 1978년 - 한미 합동 팀스피리트 시작.
- 1981년 - 대한민국의 방송위원회가 발족.
- 1989년 - 중화인민공화국이 반중국 폭동이 격화되는 티베트 라싸에 계엄령 선포.
- 1989년 - 이란이 샐먼 루시디의 소설 《악마의 시》 문제로 영국과 단교.
- 1991년 - 걸프전 종전으로 다국적군 중동서 철수 시작.
- 2001년 - 	아리엘 샤론이 이스라엘 총리로 취임.

## 문화
- 161년 - 마르쿠스 아우렐리우스와 루키우스 베루스가 안토니누스 피우스를 이어 로마 제국의 공동 황제가 되다.
- 1890년 - 영국에서 가장 긴 다리인 포스 철교 준공.
- 1926년 - 뉴욕과 런던 간 첫 대서양 횡단 무선전화 교신 성공.
- 1933년 - 낙동강 철교 준공.
- 1946년 - 경부선 특급열차 첫 운행.
- 1981년 - 한국방송공사(KBS) 상업광고 개시.
- 2000년 - 윈도우 2000 한글판이 대한민국에서 처음 시판되다.
- 2009년 - 다른 별을 공전하는 지구형 행성을 발견할 수 있도록 설계된 케플러 우주망원경 발사.
- 2020년 - MBC 주말 특별 기획 드라마가 29년 만에 종영되었다.
- 2021년 - SBS 러브FM의 유영미의 마음은 언제나 청춘이 30년 만에 폐지되었다.

## 탄생
- 1735년 - 대한제국의 추존 황제 장조. (~1762년)
- 1765년 - 프랑스의 발명가 조제프 니세포르 니에프스. (~1833년)
- 1792년 - 천왕성을 발견한 영국의 천문학자 윌리엄 허셜의 아들이자 청사진의 발명가 존 허셜. (~1871년)
- 1829년 - 일본의 계몽주의자, 서양철학자 니시 아마네. (~1897년)
- 1837년 - 미국의 천문학자 헨리 드레이퍼. (~1882년)
- 1850년 - 체코 슬로바키아의 정치인, 철학자, 언론인 토마시 가리크 마사리크. (~1937년)
- 1872년 - 네덜란드의 화가 피트 몬드리안. (~1944년)
- 1875년 - 프랑스의 작곡가 모리스 라벨. (~1937년)
- 1888년 - 대한민국 독립운동가, 정치인 지청천. (~1957년)
- 1890년 - 미국의 야구 선수 데이브 댄포스. (~1970년)
- 1896년 - 잉글랜드 태생 캐나다의 군인 세드릭 월리스. (~1982년)
- 1904년 - 나치 독일의 비밀경찰 총수 라인하르트 하이드리히. (~1942년)
- 1908년 - 이탈리아의 배우 안나 마냐니. (~1973년)
- 1912년
  - 대한민국의 법조인 김갑수. (~1995년)
  - 대한민국의 목회자, 부흥사, 신학교수 최정원. (~2010년)
- 1920년 - 대한민국의 군인 김창규 (~2020년)
- 1930년
  - 미국의 화학자, 생물학자 스탠리 밀러. (~2007년)
  - 대한민국의 의사 노관택. (~2023년)
- 1931년 - 일본의 황족 이케다 아쓰코.
- 1932년
  - 대한민국의 교육자, 정치인 김문기. (~2021년)
  - 대한민국의 축구 선수 유광준. (~1999년)
- 1938년
  - 대한민국의 기업인 정문술. (~2024년)
  - 미국의 생물학자 데이비드 볼티모어.
- 1942년
  - 미국의 기업인, 월트 디즈니 최고경영자 마이클 아이스너.
  - 뉴질랜드의 사학자 존 그레빌 에이가드 포칵. (~2023년)
  - 태국의 가수 와이폿 펫수판. (~2022년)
- 1945년 - 미국의 배우 존 허드. (~2017년)
- 1955년
  - 대한민국의 정치인 김창수.
  - 대한민국의 정치인 윤승근.
- 1956년
  - 미국의 배우 브라이언 크랜스턴.
  - 일본의 정치인 요시다 다다토모.
- 1957년
  - 대한민국의 기업인 권영수.
  - 영국의 소설가 로버트 해리스.
- 1958년 - 잉글랜드의 배우 및 희극인 릭 메이올. (~2014년)
- 1959년 - 미국의 배우 도나 머피.
- 1960년 - 미국의 테니스 선수 이반 렌들.
- 1964년 - 대한민국의 정치인 김태년.
- 1966년
  - 대한민국의 배우 최준용.
  - 대한민국의 시사평론가, 대학 교수 최영일. (~2024년)
  - 대한민국의 정치인 오태완.
  - 대한민국의 법조 출신 정치인 이춘석.
- 1967년
  - 대한민국의 법조인 겸 정치인 김명주. (~2015년)
  - 일본의 만화가 야자와 아이.
- 1968년 - 대한민국의 정치인 최연숙.
- 1969년
  - 대한민국의 배우 신애라.
  - 대한민국의 트로트 가수 박상철.
  - 대한민국의 가수, 기업인, 변호사 조현문.
- 1970년 - 영국의 배우 레이첼 바이스.
- 1971년
  - 미국의 배우 피터 사스가드.
  - 영국의 영화 감독 매튜 본.
- 1972년
  - 대한민국의 배우 장동건.
  - 일본의 전 축구 선수 사토 히로시.
- 1973년
  - 대한민국의 전 가수 이장우.
  - 일본의 성우 타케모토 에이지.
- 1974년
  - 미국의 배우 제나 피셔.
  - 이탈리아의 육상 선수 미켈레 디도니.
- 1976년 - 대한민국의 MC, 공예가 유영기.
- 1977년
  - 대한민국의 과학자, 정치인 황정아.
  - 대한민국의 배우 김용호.
  - 일본의 배우 하세가와 히로키.
- 1978년
  - 대한민국의 시인 박진성.
  - 대한민국의 성우 윤승희.
- 1979년 - 대한민국의 배우 박혁민.
- 1980년
  - 대한민국의 가수 모세.
  - 대한민국의 배우 정강희.
- 1981년 - 대한민국의 가수 최현준 (V.O.S).
- 1982년 - 대한민국의 야구 선수 김동건.
- 1983년
  - 대한민국의 야구 선수 김진우.
  - 앙골라의 축구 선수 마누슈.
- 1984년
  - 대한민국의 전 스타크래프트 프로게이머 박외식.
  - 프랑스의 축구 선수 마티외 플라미니.
- 1985년
  - 대한민국의 야구 선수 김진성.
  - 대한민국의 양궁 선수 이성진.
- 1986년 - 대한민국의 배우 송보은.
- 1987년
  - 대한민국의 작가 정진호.
  - 대한민국의 정치인 정선진.
  - 프랑스의 축구 선수 벤 아르파.
- 1988년 - 브라질의 축구 선수 루앙 가르시아 테이셰이라.
- 1989년 - 대한민국의 레이싱 모델 이연아.
- 1990년 - 대한민국의 가수 최종훈 (FT아일랜드).
- 1991년
  - 대한민국의 치어리더 정다혜.
  - 대한민국의 전 축구 선수 김윤식.
- 1992년
  - 대한민국의 가수 임현식 (비투비).
  - 대한민국의 축구 선수 윤일록.
  - 대한민국의 축구 선수 손세범.
  - 대한민국의 레이싱 모델 진유리.
  - 대한민국의 아나운서 정유현.
- 1993년 - 대한민국의 가수, 기타연주가 강예리.
- 1994년 - 잉글랜드의 축구 선수 조던 픽퍼드.
- 1995년
  - 대한민국의 리그 오브 레전드 프로게이머 임팩트.
  - 대한민국의 축구 선수 김선빈.
  - 일본의 가수, 배우 키쿠치 후마.
  - 미국의 배우 헤일리 루 리처드슨.
  - 이탈리아의 사격 선수 가브리엘레 로세티.
- 1997년
  - 대한민국의 래퍼 다미 (드림캐쳐).
  - 대한민국의 성우 유영.
  - 일본의 배우 야하기 호노카.
  - 대한민국의 야구 선수 유영찬.
  - 일본의 아이돌 타노 유카.
  - 말레아시아의 가수 조이스 추.
- 1998년 - 대한민국의 축구 선수 이준서.
- 1999년 - 대한민국의 축구 선수 김현우.
- 2000년 - 대한민국의 가수 지풀.
- 2002년 - 일본의 가수 하가 아카네 (모닝구무스메).
- 2004년 - 대한민국의 야구 선수 김정민.

### 미상
- 1693년 - 로마의 제248대 교황 교황 클레멘스 13세. (~1769년)

## 사망
- 기원전 322년 - 그리스 로마의 철학자 아리스토텔레스. (기원전 384년~)
- 161년 - 로마의 제국 제15대 황제 안토니누스 피우스. (86년~)
- 1274년 - 이탈리아의 신학자 토마스 아퀴나스. (1224년~)
- 1517년 - 포트투갈의 여왕 아라곤의 마리아. (1482년~)
- 1724년 - 로마의 제244대 교황 교황 인노첸시오 13세. (1655년~)
- 1866년
  - 조선의 가톨릭 순교자 남종삼. (1817년~)
  - 조선의 가톨릭 순교자, 프랑스인 신부 도리 베드로. (1839년~)
  - 조선의 가톨릭 순교자, 프랑스인 신부 시메옹프랑수아 베르뇌. (1814년~)
  - 조선의 가톨릭 순교자, 프랑스인 신부 베르나르 루이 볼리외. (1840년~)
  - 조선의 가톨릭 순교자, 프랑스인 신부 시몽 마리 앙투안 쥐스트 랑페르 드브르트니에르. (1838년~)
- 1989년 - 대한민국의 시인 기형도. (1960년~)
- 1995년 - 대한민국의 안과 의사, 타자기 연구가 공병우. (1907년~)
- 1999년 - 미국의 영화 감독 스탠리 큐브릭. (1928년~)
- 2000년 - 일본의 야구인 쓰루오카 가즈토. (1916년~)
- 2004년 - 미국의 영화배우 폴 윈필드. (1939년~)
- 2018년 - 아르헨티나의 장군 레이날도 비그노네. (1928년~)
- 2020년 - 이란의 정치인 파테메 라흐바르. (1964년~)
- 2023년 - 미국의 다이빙 선수 팻 매코믹. (1930년~)
- 2024년
  - 대한민국의 제14대 대통령 배우자 손명순. (1929년~)
  - 미국의 가수 스티브 로런스. (1937년~)
- 2025년 - 솔로몬 제도의 대주교 데이비드 분나기. (1951년~)

## 기념일
- 교사의 날: 알바니아

## 같이 보기
- 전날: 3월 6일 다음날: 3월 8일 - 전달: 2월 7일 다음달: 4월 7일
- 음력: 3월 7일
- 모두 보기